# Caloto (ort)
Caloto är en ort i Colombia.   Den ligger i departementet Cauca, i den västra delen av landet, 300 km sydväst om huvudstaden Bogotá. Caloto ligger 1 095 meter över havet och antalet invånare är 6 478.
Terrängen runt Caloto är varierad. Runt Caloto är det ganska glesbefolkat, med 48 invånare per kvadratkilometer. Närmaste större samhälle är Santander de Quilichao, 9,0 km väster om Caloto. I omgivningarna runt Caloto växer i huvudsak städsegrön lövskog.